# صعود وسقوط عيدي أمين (فلم)
صعود وسقوط عيدي أمين (فيلم) (بالإنجليزية: Rise and Fall of Idi Amin)، هو فيلم أمريكي من نوع الإثارة أنتجت سنة 1981م، تتحدث في حقبة حكم أمين حاكم أوغندا السابق، والتي تعبر الفيلم عن ماوصفه بدموية الحكومة في فترة السبعينيات من عام 1971م حتى سقوط الحكومة عام 1979م، وعن فترة الحرب الأوغندية التنزانية، صورت الفيلم وعمليات إطلاق النار في كينيا ونيجيريا .

## وصلات خارجية
- مقالات تستعمل روابط فنية بلا صلة مع ويكي بيانات